# Kožlí

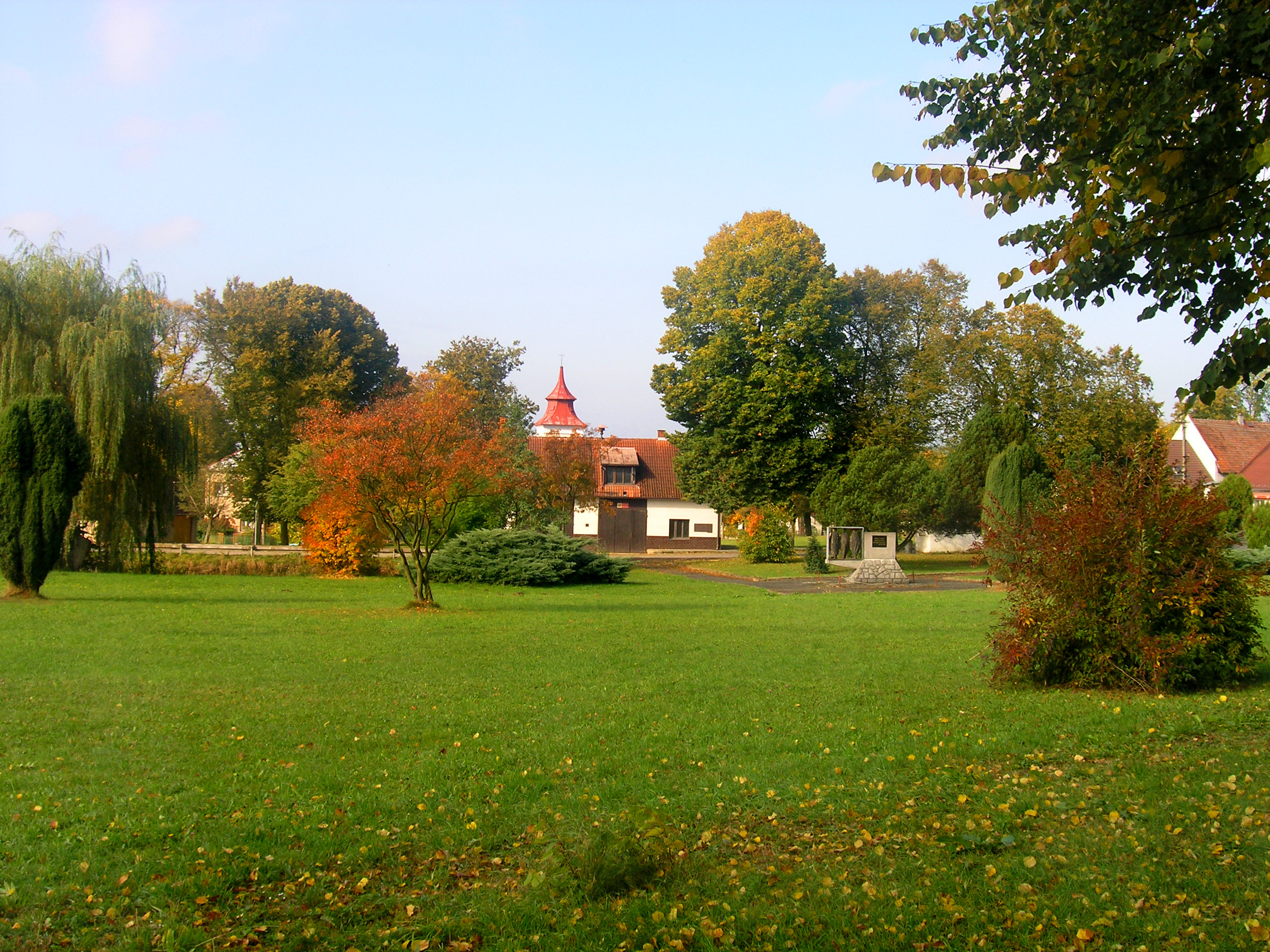
Dorfplatz

Kožlí (deutsch Koschla) ist eine Gemeinde in Tschechien. Sie liegt 16 Kilometer nordwestlich von Humpolec und gehört zum Okres Havlíčkův Brod.

## Geographie
Kožlí befindet sich zwischen den Tälern der Želivka und der Sázava auf einem Rücken in der Böhmisch-Mährischen Höhe. Das Dorf liegt am Ledečský kras, zu dem die Čertovy díry an der Trinkwassertalsperre Švihov gehören.
Nachbarorte sind Bohumilice im Norden, Ledeč nad Sázavou im Nordosten, Bojiště und Malé Bojiště im Osten, Kouty im Südosten, Kamenná Lhota im Süden, Šetějovice und Zahrádčice im Südwesten, Budeč und Habrovčice im Westen sowie Hněvkovice, Štičí und Přemelovsko im Nordwesten.

## Geschichte
Kožlí entstand im ursprünglich von dichten Wäldern bestandenen Sprengel der Königin Swatawa, im Zuge von dessen Besiedlung durch das Vyšehrader Kollegiatkapitel. Die erste Erwähnung des Ortes erfolgte im Jahre 1352 in einer Besitzbestätigungsurkunde Karls IV. Nach der Zerstörung des Vyšehrad durch die Hussiten erhielt Nikolaus Trčka von Lípa 1436 den Sprengel als Geschenk.
Ab 1974 erfolgte die Flutung des Tals der Želivka durch die Talsperre Švihov; gleichzeitig wurde der im Tal gelegene Ort Žibřidovice aufgelöst und überflutet.

## Gemeindegliederung
Die Gemeinde Kožlí besteht aus den Ortsteilen Bohumilice (Bohumilitz), Kožlí (Koschla) und Sechov (Seehof) sowie der Ansiedlung Přemelovsko.

## Sehenswürdigkeiten
- Naturdenkmal Ledečský kras (Ledetscher Karst) mit den Čertovy díry (Teufelslöcher).
- Denkmal am Kobylí důl (Rossgrund)
- Amerikanische Gleditschie an der Straße nach Hněvkovice, der 16 m hohe Baum mit einem Stammumfang von 2,65 m ist seit 1998 als Baumdenkmal geschützt
- Kirche in Kožlí